# Йъдгайски език
Йъдгайският език е ирански език, от подтипа на памирските езици, говорен от около 6100 души в планинската долина Луткал в Пакистан. Народът „йъдга“ (йидга) е част от древната източноиранска общност на мунджанците (арабизираното Мунджан = ир. Мригул), живеещи в Афганистански Бадахшан. Историческата памет сочи, че отделянето става преди „седем поколения“. В историко-лингвистичен план мунджанският език (в частност и „йидга“) се определя като наследник на езика на една от големите сакски конфедерации в средна Азия от древността, известна с персийското определение „саки-хаумаварга“.